# The Least Successful Human Cannonball
Albums de Destruction
Them Not Me
(1995) All Hell Breaks Loose
(2000)
The Least Successful Human Cannonball est le cinquième album studio du groupe de thrash metal allemand Destruction. L'album est sorti en 1998 en auto-production.
C'est le dernier des trois albums du groupe enregistrés avec le chanteur Thomas Rosenmerkel, c'est donc également le dernier album non officiel, mettant donc fin à la période Neo-Destruction.
Cet album inclut des influences et éléments de Groove metal, bien que la musique reste globalement et incontestablement dans le thrash metal.

## Musiciens
- Thomas Rosenmerkel - chant
- Mike Sifringer - guitare
- Michael Piranio - guitare
- Christian Engler - basse
- Oliver Kaiser - batterie

## Liste des morceaux
1. Formless, Faceless, Nameless - 4:27
2. Tick On A Tree - 5:00
3. 263 Dead Popes - 3:09
4. Cellar Soul - 5:47
5. God gifted - 4:30
6. Autoaggression - 3:47
7. Hoffmann's Hell - 4:44
8. Brother Of Cain - 4:55
9. A Fake Transition - 1:33
10. Continental Drift I - 2:53
11. Continental Drift II - 3:41